# 人身攻撃

グレアムの反論のヒエラルキー

人身攻撃（じんしんこうげき、ラテン語: ad hominem、argumentum ad hominem）は、ある論証や事実の主張に対して、その主張自体に具体的に反論するのではなく、主張した人の個性や信念を攻撃すること、またそのような論法。非形式的誤謬のうち論点のすり替え（論点相違の虚偽）に該当する。人格攻撃論法あるいは対人論証とも呼ばれる。
人身攻撃にはいくつかの分類が存在する。人格攻撃 (ad hominem abusive) は、提案者の信用を失わせる目的で個人攻撃を行うものを指す。状況に基づく対人攻撃 (ad hominem circumstantial) は、提案者の置かれている状況について攻撃するもの、お前だって論法(ad hominem tu quoque)は、論証の提案者自身がその論証で非難されているような行動や振る舞いをしていると攻撃するものである。詳細は、#分類節を参照。

## 概説
人身攻撃の誤謬は、論証自体の健全性に対して反論するのではなく、その論証を行った人の信頼性や権威を問題とすることで、論証自体が間違っているとか、その人がそのような論証をすることが間違いであると主張するものである。それによって、相手の主張やその個人の論証能力に疑いを向けさせる。理性的な会話の中で単に相手を侮辱することは、（褒められたことではないが）必ずしも人身攻撃を構成しない。人身攻撃の目的は、議論の相手をおとしめ、その主張を第三者が割り引いて考えるように仕向けることである。一般には、人身攻撃と単純な個人攻撃や誹謗中傷は必ずしも区別されない。
人身攻撃は三段論法的に述べられることは滅多になく、その評価は非形式論理の領域と証拠の理論で行われるべきものである。証拠の信頼性は、目撃証言や専門家の証言などにおける証人の信頼性の評価に大きく依存する。例えば、目撃者が嘘をつく動機を持っているから信頼できないとか、専門家が実際にはその分野について深い知識を有さないといった反論は、法廷では大きな役割を果たすことがある。
人身攻撃は、権威に訴える論証の逆である。権威に訴える論証では、論証者の権威、知識、地位などがその論証の真偽の基礎となる。人身攻撃は逆に、論証者が主張する権威/知識/地位を持っていないことを攻撃したり、論証者が過去に同様な誤りを犯したことに注目させる。しかし、それが無謬の反論とはならない。

## 分類

### 人格攻撃（abusive ad hominem）
人格攻撃は、相手の主張の価値には触れず、主張を無視したり主張の信頼性を落としたりするために個人を攻撃する誤謬である。特定個人の性質は、その主張の論理的な長所とは多くの場合無関係なので、この論法は論点のすり替えであることが多い。ただし、盲目者の「目撃証言」など、個人の性質を論じることが主張内容と直接関連する場合は、誤謬とはみなされない。この戦術は、政治家が優勢なライバルに選挙で勝つために、有権者の感情に訴えるプロパガンダの手段としてよく利用される。
例:
- 「これは麻原彰晃が作った歌だから、聞くに堪えないに違いない」
- 「ヒトラーは禁煙論者である。そしてヒトラーはファシストで大量殺人の責任者でもある。つまり、禁煙論者はファシズムや大量殺人の支持者である」（媒概念不周延の虚偽 (fallacy of the undistributed middle) が併用されている）
- 「あいつは大酒飲みだ。もちろん、奴は宴会に賛成さ」

### 状況に基づく対人攻撃 (ad hominem circumstantial)
提案者の置かれている状況について攻撃するような誤謬。たとえば、A 氏が斬新な提案をしたことに対し、B 氏が他の人に「A 氏は評判が悪いから、彼の提案は間違いだ」というような場合はこれに相当する。
一方で、ある立場の人物が権威や個人的観測に基づいて主張を納得させようとした場合、当人の立場の性質によっては、その根拠の証拠としての能力はゼロにまで減らさせることもある。
例:
- 「セールスマンが、自社の商品がよいと言っても信じられない。なにせ、彼らはそれで食っているんだから」
- 「ジャックが仕事に就けないからって神がいないなんて言うのを聞いたら、お前でも奴を信じられないだろう」
- 「彼女の公約はお笑い種だ。彼女は2003年に脱税で摘発されているんだぞ」

### お前だって論法（ad hominem tu quoque)
お前だって論法（ブーメラン論法ともいう）では、ある人物がその主張と矛盾した言動をしていると指摘し、自身の言動を正当化するものである。特に、AさんがBさんの言動を非難したとき、「お前だって論法」で対応する場合、Bが「Aも同じことをしている」と返す様を指す。つまりAのダブルスタンダードを指摘することになるが、その時の命題の真偽には関係しない。

### 連座の誤謬 (guilt by association)
連座の誤謬も場合によっては、人身攻撃の誤謬の一種とされる。論調の類似性から、ある個人を何らかの属性に当てはめる場合である。
この形式の論証は次のようになる。
A が P という主張をする
B も P という主張をする
従って、A は B の一員である
例「貧富の差が我慢できないと言うが、共産主義者もそう言っている。だから、お前は共産主義者だ」
次のような形式もある。
A は P と主張する
B は P および Q と主張する
従って、A は Q と主張する
例「貧富の差が我慢できないと言うが、共産主義者もそう言っているし、奴らは革命を信じている。だから、お前も革命を信じているんだろう」

### ストローマン (Straw man)
ストローマン（藁人形論法）は、相手の考え・意見・人格などの一部のみ拡大するなど、歪めたり変造して示したり、事実を捏造して、その変造・妄想された人格や物事（藁人形）に対し指摘・反論を行うという誤謬である。しばしば、相手に罪悪感を与えて活動を牽制したり、誹謗中傷の冤罪を齎すために使用される。
次のような形式をとる。
A が、P と主張する
B は、P は A だとして非難する。
例「あなたはロッカーに鍵をかけないのは防犯上良くない、大事なものが盗まれるとおっしゃった。つまり、わたしが鍵をかけなかったら泥棒する気だというわけですね。」
次のような形式もある。
A が、P という仮定論を述べる
B は、A が P を断定したとして非難する。
例「この部屋に鍵をかけないのは防犯上良くない、大事なものを紛失しうるというなら、ここにいる人たちの中に泥棒がいると言うことですね。侮辱的だ」